# Campeonato Sudamericano de Béisbol 1961
El Campeonato Sudamericano de Béisbol 1961 fue la tercera versión del torneo organizado por la Confederación Sudamericana de Béisbol (CSB), que se llevó a cabo el 4 al 12 de marzo de 1961 en Lima, Perú. Venezuela participó por primera vez reemplazando a Ecuador.

## Ronda Única
| Posición | Equipo    | Ganados | Perdidos | C. Anotadas | C. Recibidas |
| -------- | --------- | ------- | -------- | ----------- | ------------ |
| 1        | Venezuela | 4       | 0        | 27          | 7            |
| 2        | Brasil    | 3       | 1        | 32          | 11           |
| 3        | Perú      | 2       | 2        | 17          | 25           |
| 4        | Argentina | 1       | 3        | 14          | 17           |
| 5        | Chile     | 0       | 4        | 10          | 40           |

## Calendario
| Juego    | Fecha       | Ganador   | Resultado | Perdedor  |
| -------- | ----------- | --------- | --------- | --------- |
| Juego 1  | 4 de marzo  | Perú      | 11-8      | Chile     |
| Juego 2  | 4 de marzo  | Venezuela | 4-2       | Chile     |
| Juego 3  | 6 de marzo  | Brasil    | 3-2       | Argentina |
| Juego 4  | 6 de marzo  | Venezuela | 6-0       | Perú      |
| Juego 5  | 8 de marzo  | Argentina | 10-0      | Chile     |
| Juego 6  | 8 de marzo  | Brasil    | 9-2       | Perú      |
| Juego 7  | 10 de marzo | Brasil    | 15-0      | Chile     |
| Juego 8  | 10 de marzo | Venezuela | 10-0      | Argentina |
| Juego 9  | 12 de marzo | Perú      | 4-2       | Argentina |
| Juego 10 | 12 de marzo | Venezuela | 7-5       | Brasil    |

| Bandera de Venezuela |
| Campeón Venezuela    |
| Primer título        |